# Andy Luxx
Andy Luxx (* 1962 oder 1963; eigentlich: Andreas Müller) ist ein deutscher DJ und Partyschlagersänger. Er ist derzeit Resident-DJ im Mega-Park auf Mallorca.

## Leben
Andy Luxx ist seit Mitte der 1990er Jahre als DJ im Bereich Partyschlager engagiert. Seine ersten Erfahrungen als DJ machte er bereits mit 16 Jahren. Er trat unter anderem im Ballermann 6 und im Bolero auf. Seit 2005 ist er Resident-DJ in der Großraumdiskothek Mega-Park auf Mallorca. Neben der Ballermann-Szene ist er auch als Après-Ski-DJ aktiv. Seit 2016 ist er außerdem Festzelt-DJ auf den Cannstatter Wasen.
Neben seiner Tätigkeit als DJ versuchte er sich auch als Schlagersänger, unter anderem mit dem Song Tüdeldü, den er zusammen mit Alpenteufel aufgenommen hat. Ein Hit wurde 2022 der Song Lea zusammen mit Bierkapitän und DJ Aaron.
2019 erhielt er den Ballermann-Award in der Kategorie „40 Jahre Bühne“.

## Privatleben
Andy Luxx ist verheiratet und hat sieben Kinder. Er lebt mit seiner Familie in Dormagen.

## Diskografie

### EPs
- 2007: Hey Ja Mallorca

### Singles
- 2009: Hast du Lust
- 2011: Nur für dich… (teil ich das Meer)
- 2012: Der DJ von Mallorca (Playa Party Mix)
- 2012: Alles was ich will
- 2013: Die berühmten drei Worte
- 2014: So bist du! 2014
- 2014: Immer wenn du kommst
- 2015: Wir sind eine große Familie
- 2015: Wir sind die Mallorca Familie
- 2015: Neue Wege gehen (mit Pat, Achim Petry, Steirerbluat und Gabriella Massa)
- 2017: Uschi, Otze, Erna (Wir feiern auch mit Werner)
- 2019: Eviva Mallorca (mit Chaos Team)
- 2019: Kenn ich, hab ich (kann ich mitsingen)
- 2019: Popöchen (Hüttenmix) (mit Alfred Zucker)
- 2020: Da feiern wir (Jingle Bells) (mit Fränker)
- 2022: Tüdelü (mit Alpenteufel)
- 2022: Dosenbier macht schlau (mit Fränker)
- 2022: Wahre Liebe (mit Chaos Team und Alex Engel)
- 2022: Lea (mit Bierkapitän und DJ Aaron)